# Howard Percy Robertson
Howard Percy Robertson (27 de janeiro de 1903 — 26 de agosto de 1961) foi um matemático e físico estadunidense.